# Tuffy
Tuffy (ou Mitsou) (Nibbles Mouse en anglais) est un personnage de dessin animé de Tom et Jerry, créé par Bill Hanna et Joe Barbera et apparu premièrement dans La Bouteille de lait (The Milky Waif) le 18 mai 1946. Il s'agit du neveu de Jerry. C'est une jeune souris grise anthropomorphe.

## Histoire
Tuffy est abandonné devant la porte de la maison de Jerry. Ce dernier devra le protéger des griffes de Tom. Mais Tuffy s'avère être assez dfficile à protéger de Tom pour Jerry.

## Description
Tuffy est une petite souris grise qui, dans la plupart de ses apparitions, porte une couche (ou parfois un short) en tissu habituellement de couleur blanche.
Dans les bandes dessinées traduites en français (notamment Sagédition), Tuffy porte le nom de Mitsou. Elle y présente un ventre blanc, contrairement à une couleur grise uniforme dans les premiers dessins animés et des films d'animation.